# 1787
1787. је била проста година.

## Догађаји

### Јануар
- 11. јануар — Вилхелм Хершел открио Титанију и Оберон, два Уранова месеца.

### Фебруар
- 3. фебруар — Милиција предвођена генералом Бенџамином Линколном је разбила преостале учеснике Шејсове побуне у Питершаму, Масачусетс.

### Мај
- 13. мај — Капетан Артур Филип испловио из Портсмута у Енглеској са једанаест бродова Прве флоте, у којима се налазило око 700 осуђеника и најмање 300 чланова посаде и стражара, у циљу успостављања прве казнене колоније у Аустралији.

### Септембар
- 17. септембар — Усвојен Устав Сједињених Држава на Уставној конвенцији у Филаделфији.

### Децембар
- 7. децембар — Делавер ратификовао Устав Сједињених Држава и тиме постао прва савезна држава САД.

## Рођења

### Август
- 26. август — Александар Меншиков, руски генерал

### Новембар
- 6. новембар — Вук Стефановић Караџић, српски језички реформатор

## Смрти

### Фебруар
- 13. фебруар — Руђер Бошковић (*1711)